# Vesicisepalum
Vesicisepalum là một chi phong lan có 3 loài.

## Các loài
- Vesicisepalum caputgnomonis
- Vesicisepalum folliculiferum
- Vesicisepalum ustusfortiter